# Lijnbaansgracht 244
Lijnbaansgracht 244 is een gebouw aan de Lijnbaansgracht in Amsterdam-Centrum.
Het bijna vierkante pand is gelegen op de hoek van de Lijnbaansgracht en de Leidsekruisstraat. Het is het eerste gebouw aan de gracht hier nadat (vanuit het noorden gezien) het water van die gracht na brug 198 weer het licht ziet na een overkluizing onder de Stadsschouwburg en het Kleine-Gartmanplantsoen.
Er staat hier al eeuwen bebouwing, het monumentenregister omschreef het gebouw dan ook als vermoedelijk 17e-eeuws hoekhuis met klokvormige topgevel en rollagen (boven de ramen) met een 19e-eeuwse afdeklijst (gegevens 2017). Achter die topgevel bevindt zich een puntdak met dakpannen gedekt met dakkapel. Het gebouw kent een vloeroppervlak van circa 55 m². Of het gebouw ook uit de 17e eeuw stamt is onduidelijk. De kaart van Frederik de Wit uit 1688 liet al op dit punt een relatief laag gebouw zien, de Lijnbaansgracht vormde toen nog de stadsgrens van Amsterdam. Op diezelfde kaart is te zien, dat nog niet alle kavels bebouwd zijn, er zitten nog flinke gaten in de bebouwing. Midden 19e eeuw was het bekend als huis Baangracht CC75. Jacob Cats heeft de omgeving wel vastgelegd in een tekening, echter de plek waar het gebouw zou moeten staan gaat schuil achter een persoon met breed hoofddeksel. Jacob Olie legde het gebouw rond 2 oktober 1896 vast. Het gebouwtje heeft dan nog een voorbouw. Olie vermeldde een afwijkend adres omdat de Lijnbaansgracht toen vanuit het zuiden gezien nog open water was tot aan de Stadsschouwburg. Het adres Lijnbaansgracht 244 was toen nog gekoppeld aan de hoek van de Lijnbaansgracht en het Leidseplein, de eigenaar zou meebetalen aan de demping, maar kreeg vrijstelling. George Hendrik Breitner heeft het gebouw ook geschetst, maar duidde het als aan de Zieseniskade (de overkant van de Lijnbaansgracht).
In de 20e en 21e eeuw kende het gebouw voornamelijk een horecabestemming, een van de zaken die er gevestigd waren was La Bastille. Volgens de markies zou er in 1923 al een café in gevestigd zijn. Het gebouw staat als rijksmonument genoteerd ingaande 1970, vermoedelijk de invoerdatum van de geautomatiseerde administratie.

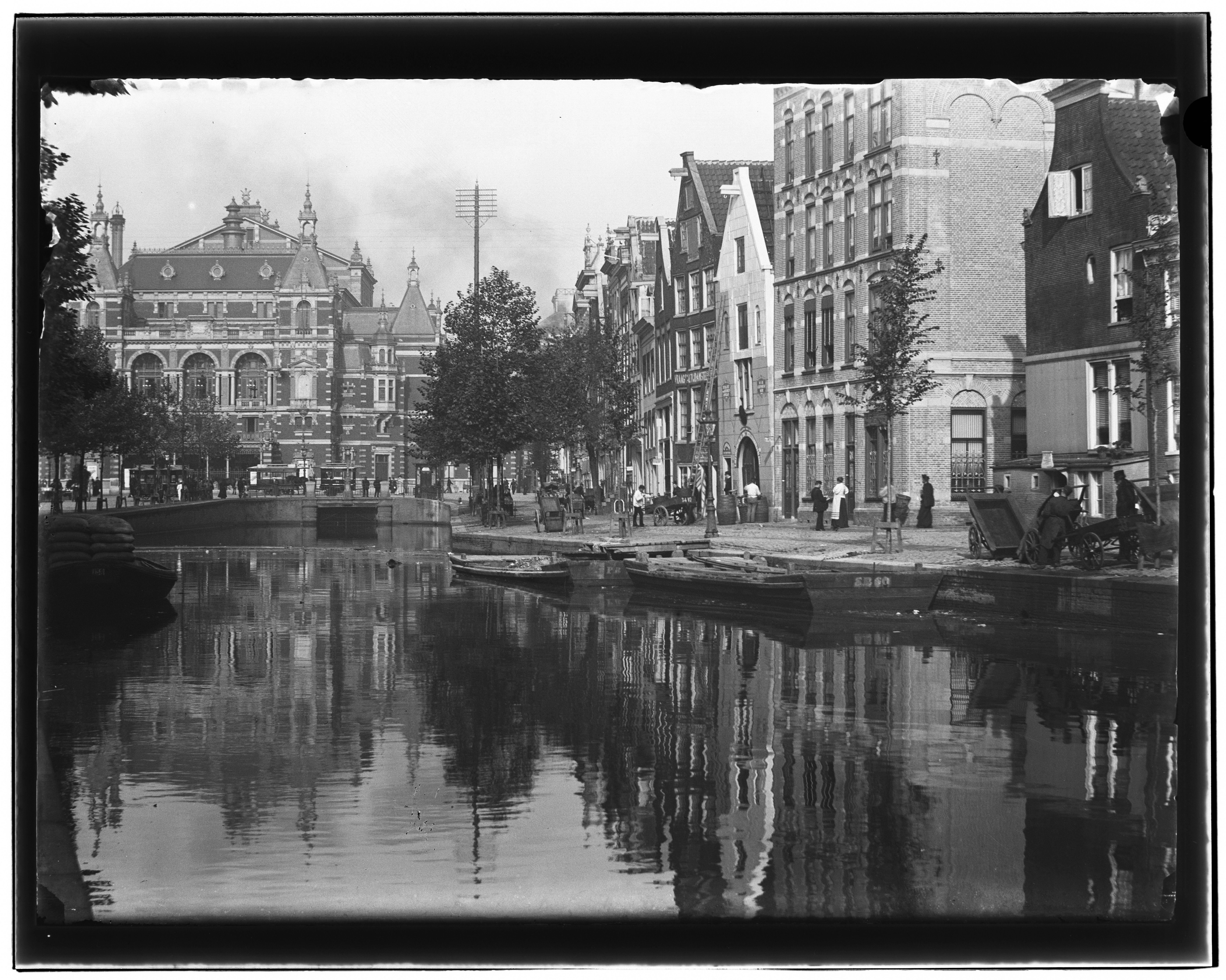
Het donkere gebouw uiterst rechts, Jacob Olie met de gracht voor de deur; op de achtergrond de Stadsschouwburg, achter het witte gebouw in het midden kwam in 1935 het City Theater

.